# Acrocercops cyphostacta
Acrocercops cyphostacta är en fjärilsart som beskrevs av Edward Meyrick 1921. Acrocercops cyphostacta ingår i släktet Acrocercops och familjen styltmalar. Inga underarter finns listade i Catalogue of Life.